# Tylopilus plumbeoviolaceus
A Tylopilus plumbeoviolaceus (anteriormente Boletus plumbeoviolaceus) é uma espécie de fungo da família Boletaceae. Descrito pela primeira vez em 1936, o fungo tem uma distribuição disjunta e é encontrado no leste da América do Norte e na Coreia. Os basidiomas são violetas quando jovens, mas mudam para uma cor marrom chocolate quando maduros. Eles são sólidos e relativamente grandes, com píleos de até 15 cm de diâmetro com uma superfície de poros brancos que depois se torna rosa, e um micélio branco na base do estipe. O cogumelo não é comestível. Vários produtos naturais foram identificados nos cogumelos, incluindo derivados químicos do ergosterol, um esterol fúngico.

## Taxonomia
A espécie foi nomeada pela primeira vez em 1936 como Boletus felleus forma plumbeoviolaceus pelo micologista americano Walter H. Snell e uma de suas alunas de pós-graduação, Esther A. Dick, com base em espécimes encontrados na Floresta Black Rock, perto de Cornwall, Nova York. Sobre sua decisão de usar a classificação taxonômica forma, Snell escreveu:
O escritor hesita em multiplicar o número de formas (formae) e variedades com nomes distintos, devido à facilidade com que se desenvolve o hábito de interpretar pequenas variações como unidades taxonômicas definidas... a palavra "forma" é usada em vez de "variedade" para não ter comprometimento com o status real do segregado variável em consideração, até que mais informações estejam disponíveis.
As primeiras coletas feitas do cogumelo foram de espécimes jovens e imaturos, dos quais os autores não conseguiram obter esporos para exame. Somente depois de alguns anos eles encontraram cogumelos maduros, o que revelou que a cor rosada da superfície dos poros leva algum tempo para se desenvolver. Eles concluíram que essa e outras diferenças nas características físicas, bem como as diferenças no tamanho dos esporos, eram suficientes para justificar que se tratava de uma espécie distinta de B. felleus, de modo que, em 1941, eles elevaram o táxon ao status de espécie com o nome Boletus plumbeoviolaceus. O renomado taxonomista de Agaricales, Rolf Singer, posteriormente transferiu o táxon para Tylopilus em 1947, um gênero caracterizado por uma esporada que é rosa ou vermelho vinho (vináceo), em vez de marrom como em Boletus.
O epíteto específico "plumbeoviolaceus" foi cunhado a partir dos adjetivos latinos plumbeus ("de chumbo" ou "cor de chumbo") e violaceus ("roxo").

## Descrição
O píleo tem de 7 a 15 cm de diâmetro, inicialmente de formato convexo, mas tornando-se centralmente deprimido e com uma margem amplamente arqueada e arredondada. Os espécimes novos são bastante duros e firmes e o píleo tem uma superfície com textura finamente aveludada que logo desaparece e se torna lisa. A cor do basidioma é violeta quando novo, mas diminui à medida que envelhece, tornando-se violeta-arroxeado-cinza opaco e, eventualmente, marrom-chocolate na maturidade. A carne é sólida, branca e não muda de cor quando cortada ou ferida. O sabor é amargo e o odor não é característico. O micologista David Arora chama o cogumelo de "bonito, mas com sabor amargo".
Os tubos na parte inferior do píleo têm de 0,4 a 1,8 cm de profundidade, 2 ou 3 poros por milímetro, e são deprimidos no estipe (resultando em uma fixação adnata). A cor da superfície dos poros é inicialmente branca e permanece assim por algum tempo antes de adquirir uma cor rosada na maturidade. O estipe tem de 8 a 13 cm de comprimento e de 2,5 a 4 cm de espessura, é alargado na base e, as vezes, bulboso. A superfície é levemente reticulada na parte superior e lisa na parte inferior do estipe. Sua cor é bege a marrom-claro, muitas vezes com hematomas ou manchas marrons mais escuras, e tem micélio esbranquiçado na base. A carne do estipe é branca e não muda de cor quando cortada ou ferida.

### Características microscópicas
Quando observados em uma impressão de esporos, os esporos de T. plumbeoviolaceus parecem ser de cor rosa claro a avermelhado. Quando vistos com um microscópio de luz, parecem elípticos, com paredes lisas e dimensões de 9,1 a 12,3 por 3,4 a 4,5 μm. Os basídios (estruturas celulares que produzem os esporos) são em forma de taco e medem cerca de 26 por 6,5 μm. A pileipellis é feita de um emaranhado de hifas marrons estreitas e de paredes lisas. Quando corado com hidróxido de potássio, o conteúdo hifal tende a formar grânulos, enquanto a coloração com o reagente de Melzer faz com que o pigmento forme glóbulos. Os cistídios são comuns no tecido himenial; eles são inchados na base e estreitos no ápice (lageniformes), medindo 30 a 40 μm de comprimento por 7-9 μm de espessura. As fíbulas estão ausentes nas hifas.

### Comestibilidade
O cogumelo T. plumbeoviolaceous é considerado não comestível por ter um sabor fortemente amargo; o sabor amargo não desaparece com o cozimento.

### Espécies semelhantes

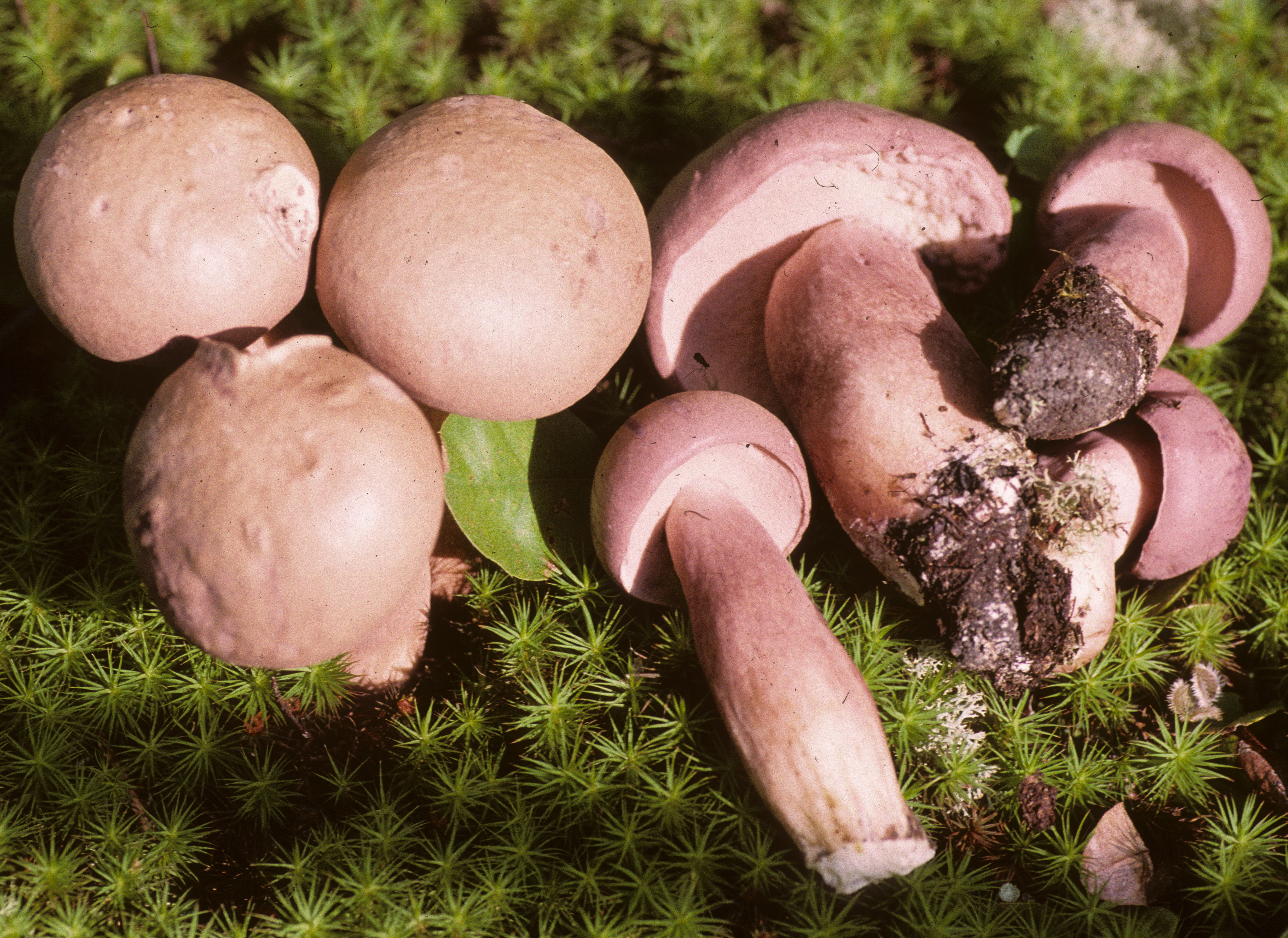
A espécie semelhante Tylopilus violatinctus tem uma cor mais pálida.

Há poucas outras espécies que podem ser confundidas com a Tylopilus plumbeoviolaceus. De acordo com uma fonte, ele "é um dos boletos mais notáveis e fáceis de identificar nos EUA". A espécie T. violatinctus, encontrada sob madeiras de lei e coníferas e conhecida de Nova York ao Mississippi, tem aparência semelhante à T. plumbeoviolaceus. Pode ser distinguida por um píleo mais pálido de cor lilás que, em espécimes mais velhos, muda para roxo ferruginoso ao longo da borda do píleo. Seus esporos têm de 7 a 10 por 3 a 4 μm. A T. violatinctus não foi descrita até 1998, portanto, algumas literaturas mais antigas podem confundir as duas espécies semelhantes.
Os espécimes jovens da Tylopilus rubrobrunneus têm um píleo arroxeado, mas, ao contrário da T. plumbeoviolaceous, seus estipes nunca são roxos. A espécie T. microsporus, conhecida apenas na China, é caracterizada por um píleo violeta pálido a violeta, um estipe roxo mais pálido a marrom arroxeado e poros de cor avermelhado a vermelho arroxeado pálido. Além de sua distribuição diferente, ela pode ser diferenciada da T. plumbeoviolaceus por seus esporos menores. Outra espécie asiática semelhante, a T. obscureviolaceus, só é conhecida das Ilhas Yaeyama, no sudoeste do Japão. Ela difere da T. plumbeoviolaceus por ter um píleo que não desbota para uma cor acinzentada ou marrom quando envelhece, esporos menores (6 a 7,2 por 3,3 a 4 μm) e outras características microscópicas.

## Habitat, distribuição e ecologia
A Tylopilus plumbeoviolaceous é uma espécie micorrízica e a maior parte do fungo vive no subsolo, associando-se em uma relação mutualística com as raízes de várias espécies de árvores. Os cogumelos são encontrados crescendo isoladamente, dispersos ou agrupados durante a metade do verão até o outono em florestas decíduas, geralmente sob faias ou carvalhos; no entanto, às vezes ocorre em florestas mistas de madeira de lei e coníferas sob a tsuga. A preferência por solo arenoso foi observada por uma fonte. Na América do Norte, o cogumelo pode ser encontrado a leste das Montanhas Rochosas, estendendo do Canadá ao México. A espécie também foi coletada na Coreia do Norte. Os cogumelos podem servir como fonte de alimento para moscas Drosophila que se alimentam de fungos.

## Compostos bioativos
Dois derivados de ergosterol foram isolados dos cogumelos de T. plumbeoviolaceus: tylopiol A (3β-hidroxi-8α,9α-oxido-8,9-secoergosta-7,9(11),22-trieno) e tylopiol B (3β-hidroxi-8α,9α-oxido-8,9-secoergosta-7,22dien-12-ona). Esses esteróis são exclusivos dessa espécie. Além disso, os compostos uridina, ergosterol, ergosterol 5α,8α-perosídeo, ergotioneína, adenosina e uracilo foram identificados nos cogumelos.

## Ligaçoes externas
- Imagens em Index Fungorum